# Hłyniwci
Hłyniwci (ukr. Глинівці; hist. Lachowce) – wieś na Ukrainie, w obwodzie żytomierskim, w rejonie andruszowskim.
Dawniej wieś należała do parafii Kodnia w dekanacie Żytomierz.